# Taurocatapsia

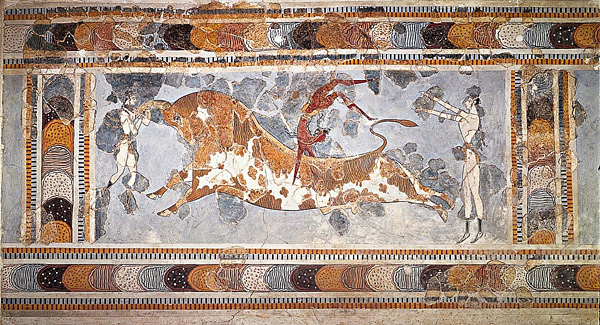
O afresco da taurocatapsia do grande palácio de Cnossos, Creta.

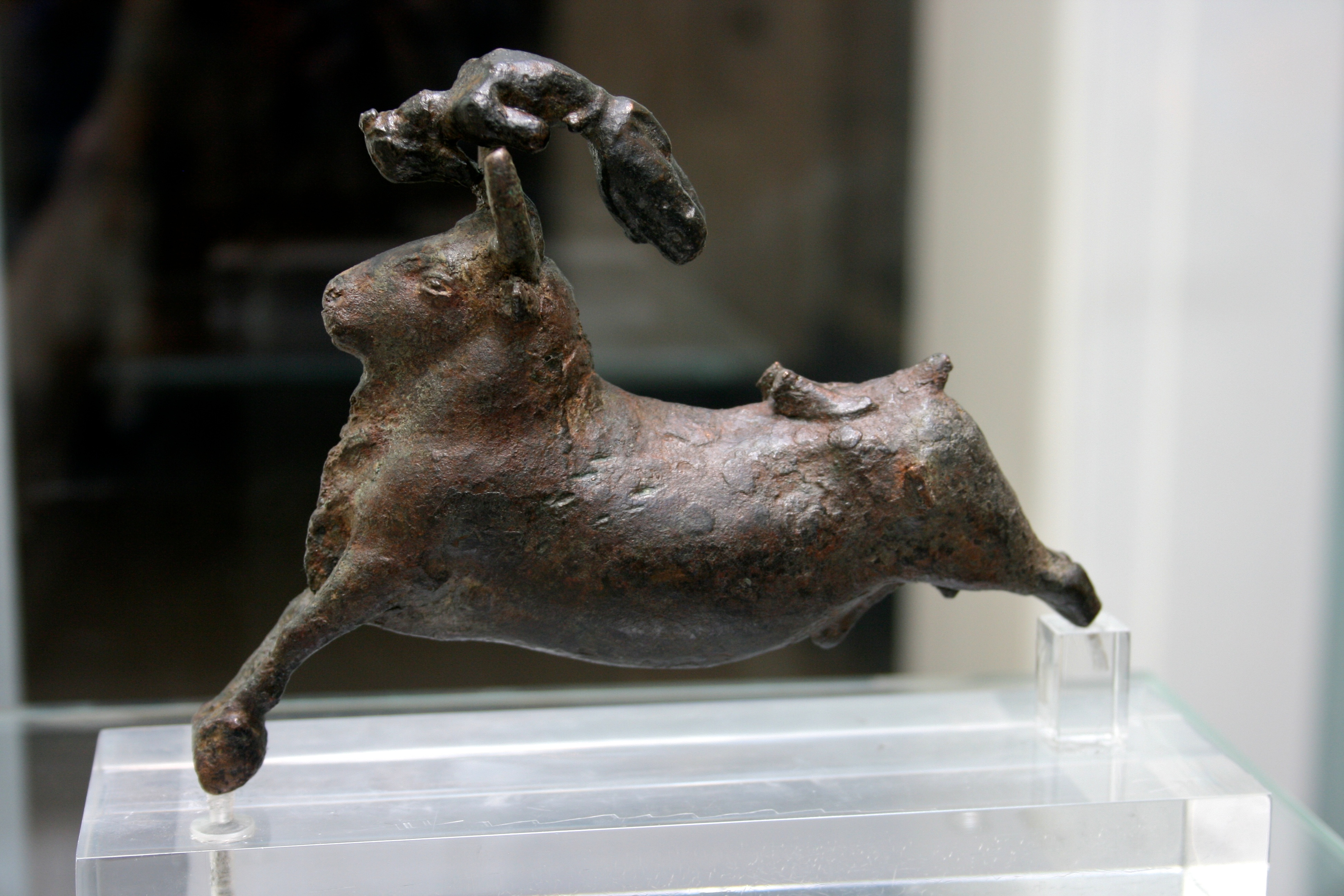
Escultura em bronze representando a taurocatapsia.

Taurocatapsia (ou tauromaquia; grego: ταυροκαθάψια, taurokathapsia) é um motivo de arte figurativa da Idade do Bronze Médio, nomeadamente da Creta minoica (especialmente no palácio de Cnossos), mas também encontrada na Anatólia dos hititas, no Levante, Báctria e no Vale do Indo. Muitas vezes, é interpretado como uma representação de um ritual realizado em conexão com a adoração do touro. Este ritual consiste de um salto acrobático sobre um touro; quando o saltador segura os chifres do touro, o touro violentamente empurrará seu pescoço para cima, dando ao saltador o impulso necessário para executar saltos mortais e outros truques acrobáticos ou acrobacias. Na Civilização Minoica, mais do que puramente um motivo iconográfico, foi um ritual religioso e/ou esporte ritual. Especula-se que o mito clássico de Teseu e o Minotauro tenha se originado de tal ritual.

## Iconografia
Younger (1995) classificou as representações da taurocatapsia da seguinte forma:
- Tipo I: o acrobata se aproxima do touro pela frente, agarra os chifres, e dá cambalhotas para trás.
- Tipo II: o acrobata se aproxima do touro pela frente, mergulha sobre os chifres sem tocá-los e empurra-se pressionando suas mãos nas costas do touro produzindo um salto mortal para trás.
- Tipo III: o acrobata é descrito em meio ao ar sobre o dorso do touro, na mesma direção para onde o animal está olhando.

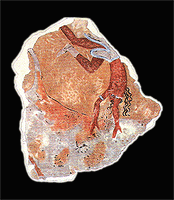
Afresco de Aváris.

As representações do Tipo III são frequentemente encontradas nas produções artísticas do Minoano Recente IIIB (séculos XIV - XIII a.C.). Afrescos em Tel Daba (Aváris, Egito) datados da XVIII dinastia (séculos XVI a XIV a.C.) mostram projetos similares além de motivações genuinamente egípcias, razão pela qual eles têm sido geralmente atribuídos a ensinamentos minoicos aos artesãos egípcios. Eles também poderiam ter sido incluídos como decoração no palácio, porque o palácio foi construído para uma princesa egeia diplomaticamente casada com um faraó hicso.
Outros exemplos de cenas de taurocatapsia foram encontrados na Síria, como uma impressão em um selo cilíndrico encontrado no nível VII em Alalaque (Império Paleobabilônico, séculos XIX - XVIII a.C.), mostrando dois acrobatas executando um pino sobre o dorso de um touro, com um sinal de ankh colocado entre eles, outro selo pertencente a um servo e Sansiadade I (c. 1 800 a.C.), além de alguns outros exemplos sírios. Além disso, um vaso foi descoberto em Hüseyindede em 1997, datado do antigo reino hitita (séculos XVIII - XV a.C.).
A única escultura tridimensional completa encontrada acerca da taurocatapsia foi encontrada em Cnossos. Esta escultura foi feita a partir de um único molde com a técnica de cera perdida. Ela mede 15,5 x 11,4 x 4,7. Há evidente homogeneidade tanto no touro como no saltador: 96% de cobre, 1.5% de estanho e 1% de zinco. A pequena quantidade de estanho provavelmente impediu o bronze de preencher o molde de forma adequada. Consequentemente, alguns membros estão faltando (pernas do saltador, e provavelmente os braços). Esta escultura foi datada entre os séculos XVII - XV a.C..

## Taurocatapsia contemporânea

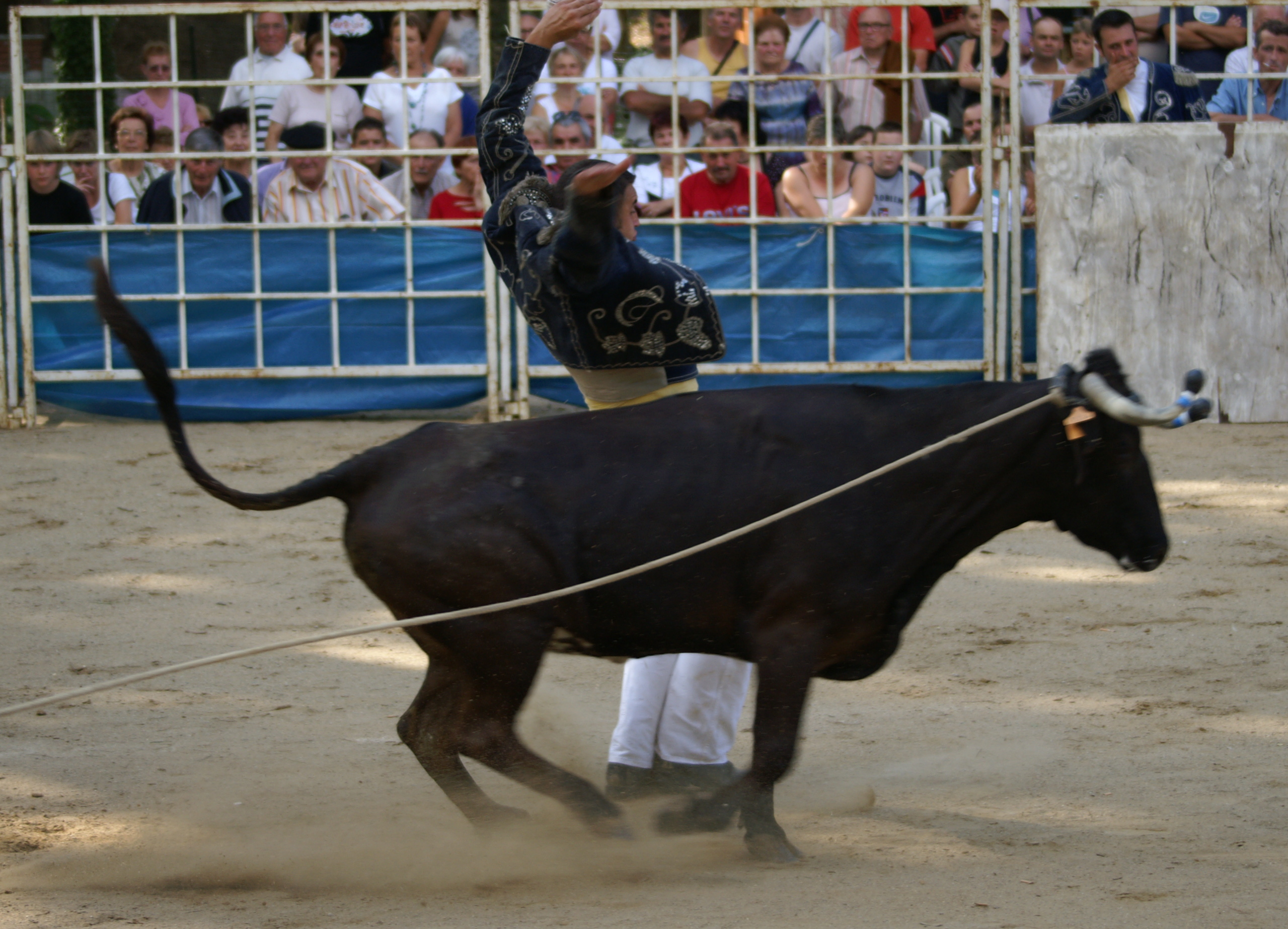
Écarteur francês.

Taurocatapsia ainda é praticada no sudoeste da França (entre março e outubro), onde é tradicionalmente conhecida como Course landaise (embora neste caso sejam usadas vacas jovens ao invés de touros). A cidade de Mont-de-Marsan em Gasconha é famosa pelos seus bons sauteurs ou saltadores e écarteurs ("trapaceiros") vestidos com coletes de brocado. Eles competem em equipes, tentando usar seu vasto repertório de evasões hábeis e saltos acrobáticos para evitar a investida da vaca.
A vaca é tipicamente guiada pelo uso de uma corda ligada aos seus chifres, para que corra diretamente para os artistas e seja impedida de atropelá-los caso percam uma acrobacia. Embora haja pouco ou nenhum risco para a vaca neste tipo de competição, é um desporto altamente perigoso para os participantes humanos; em 2001 um saltador, Jean-Pierre Rachou, morreu ele caiu de cabeça após ser atingido por uma vaca.

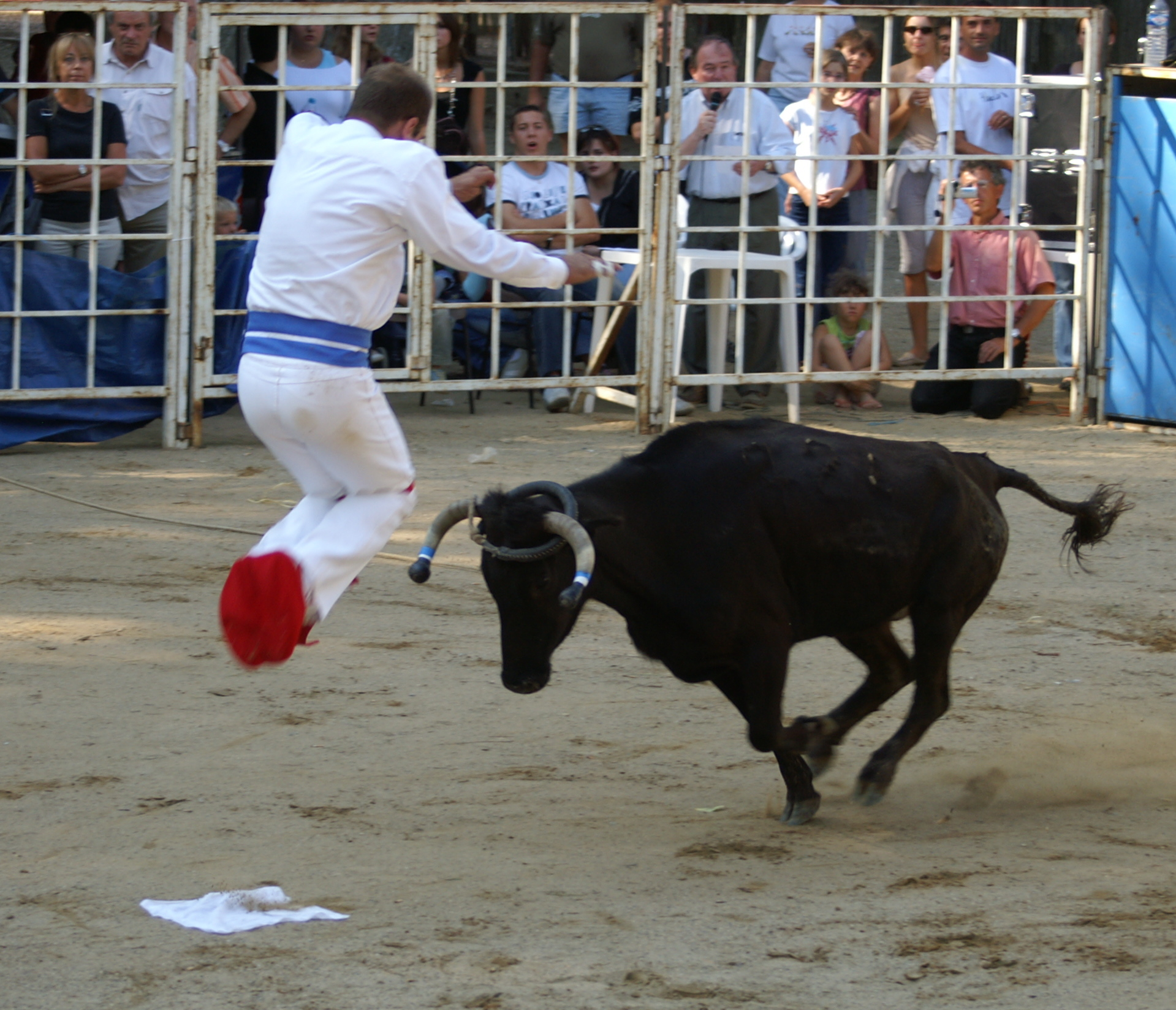
Sauteur francês.

Uma tradição similar, mas ainda mais perigosa de taurocatapsia não-violenta é praticada em algumas partes da Espanha. Conhecido como os Recortes, atletas, conhecidos como Recortadores, competem para se esquivar e saltar sobre touros sem o uso de capa ou espada. Alguns recortadores usam uma longa vara para literalmente fazerem salto com vara sobre o animal.
Outro exemplo de esporte relacionado a taurocatapcia é o Jallikattu, um esporte praticado em Tamil Nadu (Índia), que está relacionado com o ritual celebração de Thai Pongal. Neste esporte, os participantes tentam saltar sobre um touro, especialmente para alcançar os pacotes de dinheiro amarrados aos chifres do touro como um prêmio. Este evento antigo foi representado na arte rupestre datada de pelos menos o século III a.C.